# Panoploscelis
Panoploscelis is een geslacht van rechtvleugeligen uit de familie sabelsprinkhanen (Tettigoniidae). De wetenschappelijke naam van dit geslacht is voor het eerst geldig gepubliceerd in 1869 door Scudder.

## Soorten
Het geslacht Panoploscelis omvat de volgende soorten:
- Panoploscelis angusticauda Beier, 1950
- Panoploscelis armata Scudder, 1869
- Panoploscelis scudderi Beier, 1950
- Panoploscelis specularis Beier, 1950